# Shirley Arica
Shirley Astrid Arica Valle (Lima, 27 de junio de 1989) es una personalidad de televisión, exmodelo e influencer peruana. Alcanzó a la popularidad al haber sido partícipe de los realitys show y programas de espectáculos de su país, durante los años 2010 y 2020. 

## Biografía

### Primeros años
Nació el 27 de junio de 1989 en Lima, bajo el nombre completo de Shirley Astrid Arica Valle. Estudió la carrera de ciencias de la comunicación en la Universidad de San Martín de Porres.
Al abandonar sus estudios, comenzó su carrera como modelo y anfitriona de eventos desde los 18 años.

### Etapa en la televisión peruana
A partir del año 2010, iniciaría su etapa en la televisión peruana, siendo invitada ocasional de los programas de la prensa rosa nacionales, en medio de su fama por su escándalo comprometedor con el futbolista Reimond Manco. En ese año, concursó en el segmento El gran chongo del programa Magaly TeVe, en dupla con el actor cómico Óscar Gayoso. Su popularidad de figura televisiva le ha permitido participar como candidata del certamen Miss Colita 2011, del que fue retirada por sus problemas personales. En ese año fue copresentadora interina del espacio televisivo Mil disculpas de Panamericana Televisión en reemplazo de Vanessa Jerí, y fue parte del reparto central de la película cómica El guachimán, bajo el papel de Laura, una dama de compañía.
En 2012, formó el trío Las Justicieras con la bailarina Katty García y la modelo Karin Dulanto, con el que actuaron temporalmente en discotecas y espacios televisivos.
En el año 2013, participó en el elenco principal del reality show Bienvenida la tarde de Latina Televisión, en el rol de competidora. Asimismo, fue participante invitada del programa concurso El valor de la verdad en 2019, de la cual no fue emitido, volviendo al espacio en 2025 en emisión.[cita requerida]
Arica se incorpora al espacio televisivo de telerrealidad Combate de ATV durante el periodo 2017-2018, retomando el rol de Bienvenida la tarde. Fue participante del reality show de baile El gran show en 2017, sin conseguir el éxito.
Hacia 2020, continuó dedicándose a la animación en centros nocturnos. En 2022 creó su propio pódcast de entrevistas con personas de su entorno, grabadas en un bar, y en 2024 creó su perfil en Unlok para contenido de pago.

### Etapa en la televisión internacional
Tiempo más tarde, retomó su faceta televisiva dando inicio a su etapa en los realitys show internacionales, como el formato El poder del amor en el año 2021, en el que representó a su país junto al cantante y modelo Austin Palao, ocupando finalmente el segundo lugar de la competencia.
En el año 2022, viajó a Ecuador y participó en el programa matutino En contacto de Ecuavisa, dentro del segmento La nueva estrella. En el año 2023, incorporándose a los repartos principales de los programas de telerrealidad Los 50 de Telemundo y Tierra brava de Canal 13 de Chile.
Al regresar al Perú, en el año 2025, fue anunciada como parte del elenco de participantes del programa culinario El gran chef famosos en dupla con su hija Skylar Dean, fruto de su anterior relación sentimental con Rodney Pío Dean.

## Créditos

### Televisión
- Magaly TeVe (ATV; 2010), participante del segmento El gran chongo.
- Mil disculpas (Panamericana Televisión; 2011), copresentadora interina.
- Bienvenida la tarde (Latina Televisión; 2013), competidora.
- Al aire (América Televisión; 2014), parte del segmento The Choice.[25]
- El gran show (América Televisión; 2017), participante.
- Combate (ATV; 2017-2018), competidora.
- El valor de la verdad (Latina Televisión; 2019, 2025), participante invitada.
- El poder del amor (TVN; 2022), participante - 2.° puesto
- En contacto (Ecuavisa, 2022), participante.
- Los 50 (Telemundo; 2023), participante. - 47.° puesto (expulsada)
- Tierra brava (Canal 13; 2023-2024), participante. - 4.° puesto
- El gran chef famosos (Latina Televisión; 2025), participante. - 1.° eliminada

### Cine
- El guachimán (2011), Laura (reparto central; dirección: Gastón Vizcarra).

### Videoclips musicales
- «Ella» (2021), participación especial (Interpretado por Orquesta Zaperoko).[26]
- «Enamorada» (2022), participación especial (Interpretado por Liván).[27]